# 東日本大震災による交通への影響
東日本大震災による交通への影響（ひがしにほんだいしんさいによるこうつうへのえいきょう）では、2011年3月11日に発生した東日本大震災が交通へもたらした影響・被害について詳述する。

## 概要
この地震では、地震による直接的な被害のほか、青森県南東部から千葉県北東部まで太平洋沿岸部において、大津波による被害が多数発生した。地震発生直後から被災地では施設の破損などにより機能が停止した。直接的被害の無かった地域でも、首都圏を中心に大量の帰宅困難者を出した。
3月14日以降からは、計画停電という形で鉄道を中心に影響が生じた。

## 自動車・バス
地震直後は山形自動車道・八戸自動車道・青森自動車道・秋田自動車道・東北中央自動車道・東北自動車道・常磐自動車道・磐越自動車道・日本海東北自動車道・首都高速・北関東自動車道・東関東自動車道・東京外環自動車道・東名高速道路などの高速道路が通行止めになった。さらには宮城県内の国道も各地で寸断された。しかしながら復旧が各地で急ピッチで進められ、大きな打撃を受けた高速道路（常磐自動車道上り線那珂インターチェンジ - 水戸インターチェンジ間）が僅か6日で再開の見通しがつくくらいまで復旧されたという驚異的な速さが、驚嘆の意を表すという形で海外のマスメディアに報道された。常磐自動車道の広野インターチェンジ - 常磐富岡インターチェンジ間は、福島第一原発から半径20kmの警戒区域内に入ることから通行止めになっていたが、2014年2月22日に3年ぶりに復旧し震災時における開通区間の通行止めが全て解除された。東北地方の高速道路では罹災者を支援することを目的として被災者及び原発事故による避難者の通行料を無料にするという措置が2012年3月31日まで続けられた。
バス事業者では、岩手県交通大船渡営業所・高田バスターミナル・岩手県北自動車小本支所が大津波で全壊するなどの甚大な被害を受けた。また、新常磐交通北営業所は、福島第一原子力発電所から半径20kmの警戒区域内にあることから2021年現在も使用できなくなっている（富岡車庫管轄の一部のみ2018年から路線再開）。一部の事業者では、震災の影響で利用者が激減したことや復旧が資金的な面で困難である事などを理由として路線の廃止も検討された。岡山県の両備グループは運営している路線バスの車内に義捐金箱を設置した。
首都圏では交差点への進入車両が極度に増えたことで、隣接する交差点まで車両の列が伸びて渋滞が連鎖的に増えるグリッドロックと呼ばれる「超渋滞」現象が日本で初めて観測され、解消までほぼ一日を要した。

## 鉄道
各地の鉄道路線は大打撃を受けたことにより、地震発生以降機能が停止した。多くの路線は数日後から同年4月末までに復旧したが、特に被害が甚大であった常磐線、山田線、仙石線、石巻線、三陸鉄道などは、長期にわたる運休を余儀なくされた。また、気仙沼線、大船渡線は一部の区間で普通鉄道による再開を断念し、BRTに移行した。
山田線は被害が甚大であった宮古 - 釜石間が、東日本旅客鉄道による復旧後に三陸鉄道に経営移管された。
東北新幹線では仙台駅付近で脱線が発生するなどの被害が生じ、同年9月に通常ダイヤに戻るまで約半年を要した。詳細は東北新幹線#東日本大震災による被災と復旧を参照。
十和田観光電鉄線は、かねてから東北新幹線の新青森駅延伸により鉄道事業の経営が厳しくなっていたところ、震災による影響が決定打となり2012年に廃線となった。
首都圏を中心に大量の帰宅困難者が見られた。
全線復旧までに1年以上を要した路線
- 八戸線（2012年3月17日復旧）
- 三陸鉄道南リアス線（2014年4月5日復旧）
- 三陸鉄道北リアス線（2014年4月6日復旧）
- 石巻線（2015年3月21日復旧）
- 仙石線（2015年5月30日復旧）
- 山田線（2019年3月23日復旧） - 復旧区間がJRから三陸鉄道に経営移管し三陸鉄道リアス線の一部となった。
- 常磐線（2020年3月14日復旧） - これにより全ての鉄道が復旧完了。

BRTに転換した路線
- 気仙沼線柳津駅 - 気仙沼駅間（2012年12月22日本格移行） - 詳細は気仙沼線・大船渡線BRT参照
- 大船渡線気仙沼駅 - 盛駅間（2012年12月22日本格移行） - 同上

## 船
震災後から幾つかの港が破損したり瓦礫でふさがれていたために被災地を結ぶ航路が不通となっていた。
カーフェリー航路では、商船三井フェリーの大洗～苫小牧航路（さんふらわあ）が、6月6日まで欠航し3月25日から6月5日まで大洗から東京港へと振り替えて貨物輸送のみを実施。太平洋フェリーの名古屋～仙台～苫小牧航路が3月23日から仙台港を抜港する形で貨物輸送のみを再開し4月10日から仙台寄港を再開し6月5日から旅客を含む通常運航を再開。川崎近海汽船の八戸～苫小牧航路は3月20日から八戸から青森港へ振り替えて貨物輸送を実施、7月10日に通常運航を再開。
震災から当分の間は本土から孤立していた離島が存在していた。気仙沼市の大島では、震災で全隻が使用不能となり暫定的に小型船で気仙沼港まで運航をしたものの、車両などの運搬はできなかった。そのため気仙沼港と結ぶため広島県江田島市からフェリーを貸与をしてもらい4月27日に運行を再開した。 このため政府は離島を結ぶ赤字航路の事業者への支援である「地域公共交通確保維持改善事業」の拡充を決定した。

## 航空

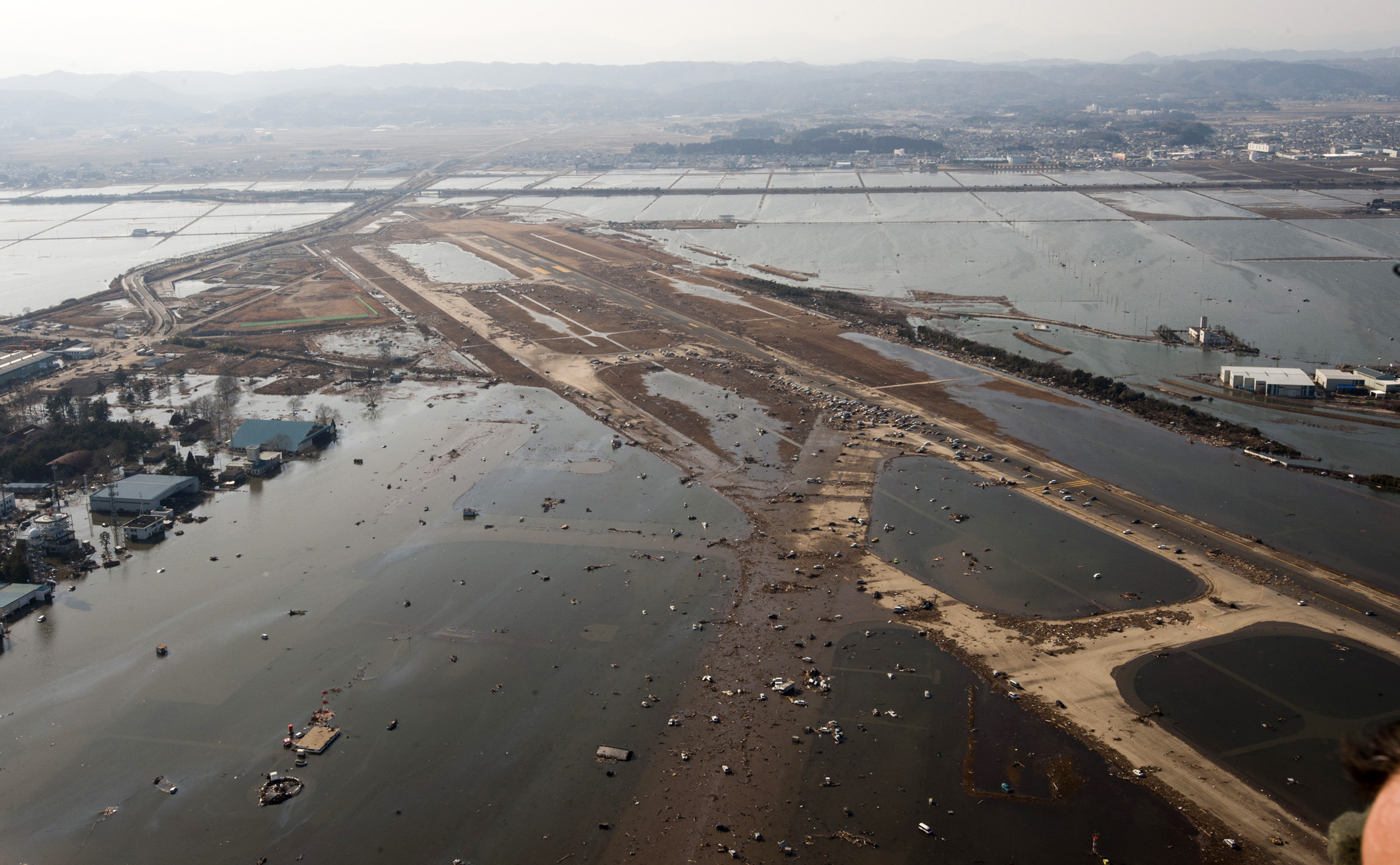
津波により冠水した仙台空港

震災直後、東日本を中心とした航空路線で混乱が起き、3月11日、12日だけで464便が欠航となった。東京国際空港（羽田空港）では駐機中の旅客機4機が地震によりボーディング・ブリッジに衝突する事故が起こっている。
地震当日は羽田空港と成田空港が閉鎖されたことにより、両空港に向かっていた86機（うち国際線70、国内線16）が別の空港への代替着陸を余儀なくされた。しかし悪天候等に備えて事前に想定されていた代替空港は、羽田行きの便が成田、成田行きの便が羽田となっていたため、空中で新たな着陸先を探す必要に迫られた。特に国際線に用いられる大型機は長大な滑走路を必要とするために受け入れ先が限られ、中部国際空港、関西国際空港に集中したがすぐに満杯となり、新千歳空港や福岡空港はじめ13か所へ分散して着陸した。米国系の一部の航空機は在日米軍の横田基地も受け入れた。燃料不足による緊急事態宣言を出して着陸した機も14に達したものの、幸いにも重大な事故は発生しなかった。
もっとも被害が甚大であったのは仙台空港であった。津波により空港施設全体が浸水し、滑走路を含む敷地内は土砂や瓦礫のほか、自動車約200台が漂着したため使用不能となったほか、空港ターミナルビルも1階が水没した上、周辺が泥濘化して近づくことができなくなったため3月13日まで約1,200人がビル内に孤立した。4月13日まで空港運用を再開するまで在日米軍の協力を得ながら復旧に全力を挙げた。その後、7月25日には全日本空輸の定期便が再開。9月1日には日本航空の定期便が再開をした。国際便は7月25日からコンチネンタル航空とアシアナ航空が国際臨時便を運行し始めた。
花巻空港と茨城空港では空港ターミナルビルの吊り天井が崩落したため、それぞれ3月16日と3月13日まで空港が閉鎖された。福島空港は管制塔の窓ガラスが破損したものの、国内線は1日5便の伊丹便が欠航にしたのみであった。
山形空港は震災当日は停電に見舞われたが、大きな被害を免れたため、被災地に最も近い使用可能な空港として災害支援機が集中する拠点となり、地震翌日から4月7日まで24時間態勢の運用が行われた（24時間運用はその後花巻空港、福島空港でも実施）。また仙台空港の閉鎖、各鉄道や高速道路の不通が続いたことにより宮城県からの避難民など旅客が集中し、利用者数が通常時の10倍以上に及んだ。このため通常運用している日本航空のみならず全日空など各社が多数の臨時便を設定した。詳細は山形空港#東日本大震災を参照。
救援活動が本格化するにつれて、活動のための輸送が優先され東北各地の空港で民間機の活動が制限された。青森空港では3月23日から10月29日まで、秋田空港では4月2日から5月1日まで、福島空港では震災時から11月10日まで国際線が休止した。
原発被害を受けて、ルフトハンザ航空やエールフランス航空などは、原発事故がある程度鎮静化し放射能被害が及ばないことが確認されるまで成田国際空港への乗り入れを停止したり、関西国際空港などへ一時的に目的地を移す措置を行った。また、関西国際空港や韓国経由で成田国際空港へ運航し、その日のうちにこれらの空港に引き返させることで、成田国際空港での乗務員の宿泊及び機内食の積み込みが発生しないようにする航空会社もあった。
民間供用以外の飛行場では、航空自衛隊松島基地がほぼ全壊流失し、壊滅的打撃を受けた。